# سيزار فالكون
سيزار فالكون هو كاتب وكاتب مسرحي وصحفي وناشر وسياسي بيروفي ومكسيكي وإسباني، ولد في 19 أبريل 1892 في ليما في بيرو، وتوفي بنفس المكان في 11 أكتوبر 1970. نشط حزبياً في الحزب الديمقراطي (بيرو) والحزب الشيوعي الإسباني (1933 – 1933).